# 琼莱州
琼莱州，是南苏丹的一个州，位於該國東部。人口521,750人（2014年），首府波爾，下轄11郡。
第二次蘇丹內戰後由南蘇丹管理。

## 行政區劃
下轄11郡：
- 中波爾
- 東波爾
- 北波爾
- 南波爾
- 西波爾
- 杜克帕迪亞特
- 杜克帕尤爾
- 帕尼扬
- 中特維克
- 北特維克
- 南特維克